# Rio Don (Canadá)
O rio Don é um rio que corta a cidade de Toronto, em Ontário, Canadá, desaguando no lago Ontário.